# Feslloc
Feslloc, anteriorment escrit Feslloch, és un festival de música en valencià organitzat per l'Associació Cultural Feslloc, formada per Escola Valenciana i l'Ajuntament de Benlloc, que se celebra el segon cap de setmana de juliol de cada any a la localitat valenciana de Benlloc (Plana Alta) des de 2007.
Coordinat per Xavier Ginés (Ajuntament de Benlloc-Coordinació general) i per Voro Golfe (Escola Valenciana-Programació), compta amb la col·laboració dels voluntaris i voluntàries de Reviscola i de les entitats locals implicades. L'Ajuntament impulsa des de 2007 el festival, per a això va comptar des del primer moment amb Escola Valenciana, que va assumir el festival com a cloenda de la Gira anual de música en Valencià que organitzava des de 2006. A banda del personal de coordinació general, l'Ajuntament cedix els espais municipals i aporta una subvenció, mentre que Escola Valenciana aporta el seu bagatge en la promoció de la música en valencià i el capital humà amb què compta (disseny, programació, comunicació, entre altres).
El festival Feslloc ha aconseguit l'autofinançament en la major part de les edicions, compensant-ne les pèrdues d'una amb els beneficis de l'edició anterior. L'impacte econòmic del festival en la localitat és molt important, sobretot si es té en compte que la població empadronada és de 1098 habitants. L'estimació de benefici per al comerç local és d'uns tres-cents mil euros.
Amb tot, el Feslloc ha sigut objecte de crítica pel «biaix estilístic dels cartells» i «l'aposta d'Escola Valenciana per un tipus molt concret de gèneres musicals, de caràcter festiu i reivindicatiu».
L'any 2011, a més dels concerts de grups com Obrint Pas, Orxata Sound System, New York Ska Jazz Ensemble o l'orquestra La Pato, també hi hagueren altres activitats culturals, esportives i lúdiques.
L'any 2015 l'escenari principal del festival canvià d'emplaçament passant de la pista poliesportiva al camp de futbol Agustí Sancho, per a poder donar cabuda a les expectatives generades l'edició de 2014. De fet 2015 ha sigut l'edició més massiva de totes, amb vora 14.000 persones passant pel festival.
L'any 2016 commemorà els deu anys del festival amb un cartell «de perfil baix» que incloïa com a caps de cartell internacionals Fermin Muguruza (divendres, amb la New Orleans Basque Orkestra) i Train to Roots (dissabte, com Atupa, Auxili i Sva-ters), junt amb Aspencat, Pep Botifarra —amb banda de música— o Senior i el Cor Brutal. L'elecció de Muguruza com a cap de cartell no tingué la repercussió esperada i la venda d'entrades fon menor respecte a l'anterior edició, per la qual cosa Golfe la qualificà d'«agredolça». De fet, la jornada inaugural de dijous registrà més públic que les altres: dissabte, gran part del públic abandonà el recinte després de l'actuació d'Auxili, abans de la de Train to Roots; una altra crítica a esta edició fon la poca presència d'artistes femenines, malgrat la presència d'Eva Dénia, Judit Neddermann, Pupil·les Dilatives, Herba Negra, Donallop, Mireia Vives i les integrants femenines de Pellikana, Inèrcia o Tirant lo Rock.
L'any 2017, el Feslloc oferí una producció pròpia, Feslloch a banda, un recital de Josep Nadal, Xavi Sarrià i Feliu Ventura acompanyats per l'Associació Musical Amor a l'Art: del repertori, arranjat pel director Josep Sancho i pel compositor Xavier Piquer, el públic trià dos cançons de cadascun dels cantants a través del facebook del festival. L'organització xifrà l'assistència en més de huit mil assistens al llarg dels tres dies i destacà «l'absència d'incidents greus i el gran impacte econòmic generat».